# Hoshina Masamitsu
Hoshina Masamitsu (保科正光, ,1561 - 31 de outubro de 1631), foi um  Daimyō do início do Período Edo,  que era vassalo do Clã Tokugawa . Masamitsu era filho de Hoshino Masanao. Depois de ter apoiado Tokugawa Ieyasu na Batalha de Sekigahara em 1600, foi-lhe oferecido o Domínio de Takatō. Com a morte de seu pai no ano seguinte em Takatō, Masamitsu tornou-se o novo Líder do Clã Hoshina e lutando nas Campanhas de Osaka de 1614 e 1615. Masamitsu mais tarde adotou de quarto filho de Tokugawa Hidetada  (Yukimatsu), o futuro Hoshina Masayuki  .
| Precedido por Hoshino Masanao | - Líder do Clã Hoshina 1601-1631    | Sucedido por Hoshina Masayuki      |
| Precedido por ninguém         | Primeiro Daimyō de Tako 1590-1600   | Sucedido por Matsudaira Katsutoshi |
| Precedido por ninguém         | Primeiro Daimyō de Takatō 1600-1631 | Sucedido por Hoshina Masayuki      |